# Alfred J. Elliott

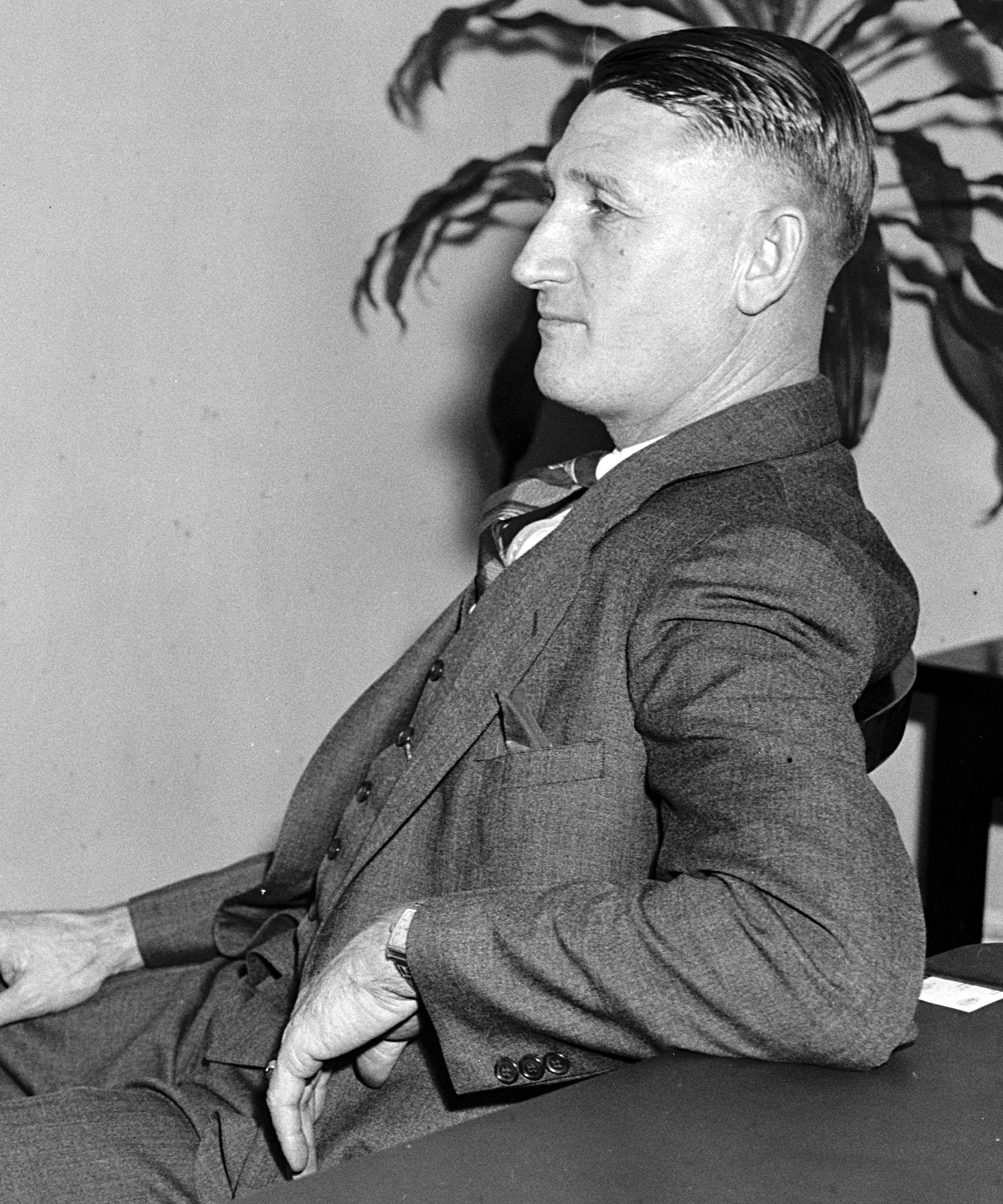
Alfred J. Elliott

Alfred James Elliott (* 1. Juni 1895 in Guinda, Yolo County, Kalifornien; † 17. Januar 1973 in Tulare, Kalifornien) war ein US-amerikanischer Politiker. Zwischen 1937 und 1949 vertrat er den Bundesstaat Kalifornien im US-Repräsentantenhaus.

## Werdegang
Im Jahr 1901 zog Alfred Elliott mit seinen Eltern nach Winters und 1910 nach Tulare. Er besuchte die öffentlichen Schulen seiner jeweiligen Heimat. Später arbeitete er als Farmer und Viehzüchter. Außerdem wurde er Eigentümer und Herausgeber einer Zeitung. Gleichzeitig schlug er als Mitglied der Demokratischen Partei eine politische Laufbahn ein. Zwischen 1933 und 1937 war Elliott Landrat im Tulare County; 1936 gehörte er dem kalifornischen Sicherheitsrat an.
Nach dem Tod des Kongressabgeordneten Henry E. Stubbs wurde Elliott bei der fälligen Nachwahl für den zehnten Sitz von Kalifornien als dessen Nachfolger in das US-Repräsentantenhaus in Washington, D.C. gewählt, wo er am 4. Mai 1937 sein neues Mandat antrat. Nach fünf Wiederwahlen konnte er bis zum 3. Januar 1949 im Kongress verbleiben. Während seiner Zeit im Parlament wurden dort bis 1941 noch weitere New-Deal-Gesetze der Bundesregierung unter Präsident Franklin D. Roosevelt verabschiedet. Seit 1941 war auch die Arbeit des Kongresses von den Ereignissen des Zweiten Weltkrieges und dessen Folgen geprägt.
1946 verzichtete Elliott auf eine erneute Kandidatur. Nach dem Ende seiner Zeit im US-Repräsentantenhaus war er Leiter der Zeitung „Tulare Daily News“. Bis 1965 betätigte er sich auch als Farmer und Viehzüchter. Danach zog er sich in den Ruhestand zurück. Er starb am 17. Januar 1973 in Tulare, wo er auch beigesetzt wurde.